# I. Júda
I. Júda (Júdea, 135 körül – Cippori, 217. december) ókori zsidó nászi (fejedelem) körülbelül 165-től haláláig, a Misna szerkesztője. Rabbi Jehuda ha-Nászinak („A fejedelem”) is nevezik és ez a cím a pátriárkátusban az ő idejétől kezdve lett örökletes. A Misna és a Talmud egyszerűen Rabbinak vagy Rabbenunak nevezi, de néhol a szent epithetont is alkalmazza rá kegyes életmódja miatt (Talmud, Sabbat 118b; Jer. Megilla 74a; Szánhedrin 29c).

## Élete
A hagyományt szerint akkor született, amikor Rabbi Akiba mártírhalált halt. Édesapja II. Simon ben Gamáliel patriarcha volt. Ifjúságát az uszai Akadémián töltötte. Kétségtelen, hogy – édesapjához hasonlóan – korán megtanították az arámi nyelv mellett a görög használatára is, amely a római hatóságokkal való érintkezésben nélkülözhetetlen volt. Azt is írja róla a Talmud, hogy az arámi nyelv helyett szívesebben a görög nyelvet használta, de házában tiszta héberséggel beszéltek, és ezt a szokást később a leányai is követték. (Megilla 18a; Ros Hasána 26b; Nazir 3a; Erubin 53a.) Tanítói Júda ben Iláj és Jószé ben Halafta voltak, első és legfontosabb mestere azonban az alázatosságáról híres édesapja volt. Életének utolsó évtizedeiben székhelyét Szephoriszba helyezte át, miután előzőleg Bész Seárimban tartott Akadémiát, és ezt a helyet közismertté tette. 85 éves korában halt meg. A római igazgatás által is elismert magas méltóságában annyira egyszerű és istenfélő életet élt, hogy halála után ez a közmondás járta: „Rabbi halála után megszűnt az alázatosság és a bűntől való félelem” (Talmud, Szóta).

## Vallási működése
Nevéhez számos legenda fűződik nevéhez. Ezek közül az, amelyik a római császárral való találkozásáról szól, történelmi értékű, mert működése idején két császár, Marcus Aurelius és Septimius Severus is megfordultak Palesztinában és Júda velük személyesen is érintkezett. Kormányzása idején fejezték be a tannaiták a működésüket. A zsidóság a rómaiak szigora ellenére Júda ötven évi pátriárkátusa alatt nyugodt életet élt Palesztinában. A pátriárka azonban nevét a Mianá összeállításával és fontos döntéseivel tette halhatatlanná: az ő Misnája az alapja a későbbi Halachának; ő válogatta és rendezte el a hatalmas anyagot, amelyből nem mindent vett fel a szövegbe. Nemcsak döntéseit, hanem erkölcsi mondásait és végtelen jószívűségéről tanúskodó cselekedeteit is a Talmud gondosan megőrizte – bibliai exegézisével együtt.